# Magsaysay, Palawan

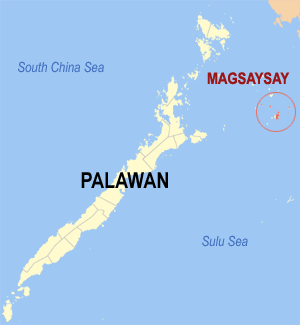
Bản đồ Palawan với vị trí của Magsaysay

Magsaysay là một đô thị hạng 5 ở tỉnh Palawan, Philippines. Theo điều tra dân số năm 2000, đô thị này có dân số 10.885 người trong 2.269 hộ.

## Barangay
Magsaysay được chia thành 11 barangay.
- Alcoba
- Balaguen
- Canipo
- Cocoro
- Danawan (Pob.)
- Emilod
- Igabas
- Lacaren
- Los Angeles
- Lucbuan
- Rizal